# Elias Motsoaledi Local Municipality
Elias Motsoaledi (englisch Elias Motsoaledi Local Municipality, früher Greater Groblersdal) ist eine Lokalgemeinde im Distrikt Sekhukhune der südafrikanischen Provinz Limpopo. Der Verwaltungssitz befindet sich in Groblersdal. Bürgermeisterin ist Julia Lata Mathebe.
Die Gemeinde ist nach Elias Motsoaledi benannt. Er war ein ANC-Mitglied, das zusammen mit Nelson Mandela und anderen im Rivonia-Prozess zu lebenslanger Haft verurteilt und auf die Gefängnisinsel Robben Island im Atlantik vor Kapstadt gebracht wurde. Er wurde in dieser Region geboren.

## Städte und Orte
| - Bakwena - Barokgoga Bakopa - Dennilton - Groblersdal - Hlogotlou - Laersdrif - Maleoskop - Mathula | - Matsepe - Mossiesdal - Motetemav - Rooikraal - Roossenekal |

## Bevölkerung
Im Jahr 2011 hatte die Gemeinde 249.363 Einwohner in 60.251 Haushalten auf einer Fläche von 3713,32 km². Davon waren 97,7 % schwarz und 1,6 % weiß. Erstsprache war zu 58,6 % Sepedi, zu 14,9 % isiNdebele, zu 8,8 % isiZulu, zu 6,1 % Setswana, zu 2,6 % Xitsonga, zu 2 % Sesotho, zu 1,8 % Afrikaans, zu 1,5 % Siswati und zu 1,3 % Englisch.